# Narenare: Cheer for You!
Narenare: Cheer for You! (菜なれ花なれ, Nanare Hananare, lit.  "Seja um Vegetal, Seja uma Flor") é um anime original produzido pelo estúdio P. A. Works situado em Takasaki, Maebashi e Numata; na prefeitura de Gunma.
O anime é escrito e dirigido por Kōdai Kakimoto, com designs originais de personagens feitos por Kanami Sekiguchi e com um roteiro de Kakimoto, Yuniko Ayana e Midori Gotō. O anime estreou em julho de 2024.

## Personagens
Kanata Misora (美空かなた, Misora Kanata)
Voz de: Rika Nakagawa
Suzuha Obunai (小父内涼葉, Obunai Suzuha)
Voz de: Yuki Nakashima
Anna Aveiro Nakamura dos Santos Moreira Cuccittini (杏那・アヴェイロ)
Voz de: Larissa Tago Takeda
Nodoka Ōtani (大谷穏花, Ōtani Nodoka)
Voz de: Manaka Iwami
Shion Tanizaki (谷崎詩音, Tanizaki Shion)
Voz de: Moe Kahara
Megumi Kaionji (海音寺恵深, Kaionji Megumi)
Voz de: Miku Itō
Noichigo Izawa (伊沢野苺, Izawa Noichigo)
Voz de: Azusa Tadokoro
Hana Nabatame (生天目華, Nabatame Hana)
Voz de: Yūna Kitahara
Hiiragi Kanzaki (神崎柊, Kanzaki Hiiragi)
Voz de: Rikako Aida
Miyabi Kushida (櫛田雅, Kushida Miyabi)
Voz de: Yū Serizawa

## Produção e lançamento
Em novembro de 2023, a DMM.com e o PA Works anunciaram que estavam produzindo um anime original intitulado Narenare: Cheer for You!. O anime foi transmitido de 7 de julho a 23 de setembro de 2024 na TV Tokyo e suas emissoras afiliadas. Uma exibição antecipada dos três primeiros episódios foi realizada em 17 de março de 2024 no cinema Takasaki Denkikan, Takasaki.
O tema de abertura é "Cheer for You!", enquanto o tema de encerramento é "With", ambas interpretadas pelas PoMPoMs (Rika Nakagawa, Yuki Nakashima, Larissa Tago Takeda, Manaka Iwami, Moe Kahara, Miku Itō). A Crunchyroll licenciou a série.

### Lista de episódios
| N.º | Título | Dirigido por    | Escrito por    | Storyboard por                    | Exibição original      |
| --- | --- | --------------- | -------------- | --------------------------------- | ---------------------- |
| 1   | "Cambalhota para Frente com Full Twist" Transliteração: "Kakaekomi, Ichi Kai Chūgaeri, Ichi Kai Hineri Hiraki Ashi, Ichi Kai Shin Mi, Ichi Kai Hineri" (em japonês: 抱え込み１回宙返り1回ひねり開脚一回伸身1回ひねり) | Yuriko Abe      | Kōdai Kakimoto | Kōdai Kakimoto                    | 7 de julho de 2024     |
| 2   | "Alguma Coisa Assim..." Transliteração: "Tte Kanji de..." (em japonês: って感じで…) | Tomoko Hiramuki | Kōdai Kakimoto | Kōdai Kakimoto, Masayoshi Nishida | 14 de julho de 2024    |
| 3   | "Eu Sempre Tenho Essa Cara" Transliteração: "Itsumo Kono Kao Dakara" (em japonês: いつもこの顔だから) | Megumi Soga     | Yuniko Ayana   | Kenichi Imaizumi                  | 21 de julho de 2024    |
| 4   | "Rapsódia de Capoeira" Transliteração: "Kapoeira Rapusodi" (em japonês: カポエイララプソディ) | Kenichi Suzuki  | Midori Goto    | Kenichi Suzuki                    | 28 de julho de 2024    |
| 5   | "Enfrentando um Carnaval com Toda a Empolgação" Transliteração: "Arittake Kānibaru Ondo" (em japonês: ありったけカーニバル音頭)                                                                                       | Yasuyuki Ōishi  | Midori Goto    | Megumi Soga                       | 4 de agosto de 2024    |
| 6   | "Sem Torcida Organizada nas Águas Termais" Transliteração: "Onsen de Chia wa Ikemasen" (em japonês: 温泉でチアはいけません)                                                                                           | Yōhei Fukui     | Yuniko Ayana   | Gōichi Iwahata                    | 11 de agosto de 2024   |
| 7   | "Estilosas vs. sem Estilo!" Transliteração: "Haikara × Bankara!" (em japonês: ハイカラ×バンカラ！) | Kiyoto Nakajima | Yuniko Ayana   | Tomomi Umezu                      | 18 de agosto de 2024   |
| 8   | "Que Verão Agitado" "What a Busy Summer" | Tomoaki Ōta     | Midori Goto    | Tomomi Umezu                      | 25 de agosto de 2024   |
| 9   | "Chuva e Torcida" Transliteração: "Ame to Chia" (em japonês: 雨とチア) | Yuriko Abe      | Midori Gotō    | Toshiya Shinohara                 | 1 de setembro de 2024  |
| 10  | "Go Fight Win" | Shigenori Awai  | Midori Gotō    | Gōichi Iwahata                    | 8 de setembro de 2024  |
| 11  | "Broto" Transliteração: "Na Nare" (em japonês: 菜なれ) | Satoshi Nagao   | Midori Gotō    | Kosaku Taniguchi                  | 16 de setembro de 2024 |
| 12  | "Se Torne uma Flor" Transliteração: "Hana ni Nare" (em japonês: 花になれ) | Megumi Soga     | Yuniko Ayana   | Tomomi Umetsu, Kōdai Kakimoto     | 23 de setembro de 2024 |